# Thaddeus S. C. Lowe
Thaddeus Sobieski Coulincourt Lowe (20 août 1832 - 16 janvier 1913), aussi connu en tant que professeur T. S. C. Lowe, est un aéronaute, scientifique et inventeur américain, qui s'est notamment illustré lors de la guerre de Sécession. Principalement autodidacte dans les domaines de la chimie, de la météorologie et de l'aéronautique, il est le père de la reconnaissance aérienne militaire aux États-Unis.
À la fin des années 1850, il se fait connaître pour ses théories avancées dans les sciences météorologiques ainsi que pour sa construction de ballons. Parmi ses aspirations figurent des projets de vol transatlantique. Ses recherches scientifiques sont cependant interrompues par le début de la guerre de Sécession, lors de laquelle il offre ses services en effectuant des reconnaissances aériennes des troupes confédérées pour l'armée de l'Union. En juillet 1861, il est nommé aéronaute en chef de l'Union Army Balloon Corps par le président Abraham Lincoln. Bien que son travail soit généralement couronné de succès, il n'est pas pleinement apprécié par tous les membres de l'armée, et des différends sur ses opérations et son échelle salariale le forcent à démissionner en 1863. Il retourne alors dans le secteur privé et poursuit ses recherches sur la fabrication de gaz hydrogène. Il invente un processus de gaz à l'eau grâce auquel de grandes quantités d'hydrogène gazeux peuvent être produites à partir de vapeur et de coke. Ses inventions et brevets sur ce procédé ainsi que ses machines de réfrigération font de lui un millionnaire.
En 1887, il s'installe à Los Angeles en Californie, et fait construire une maison de 2 230 m2 à Pasadena. Il ouvre plusieurs usines de fabrication de glace et fonde la Citizen's Bank de Los Angeles. Il est présenté à l'ingénieur David J. Macpherson (en), qui a élaboré des plans pour un chemin de fer de montagne panoramique. Il fonde avec lui en 1891 la Pasadena & Mount Wilson Railroad Co. et commence la construction de ce qui allait devenir le Mount Lowe Railway (en) dans les collines surplombant Altadena. Le chemin de fer ouvre le 4 juillet 1893 et rencontre un succès rapide. Lowe poursuit la construction vers Oak Mountain (en), rebaptisée mont Lowe (en), à un rythme épuisant, tant physiquement que financièrement. En 1899, il est mis sous séquestre et perd finalement le chemin de fer au profit de Jared Sidney Torrance (en). Il perd pratiquement toute sa fortune et passe ses derniers jours chez sa fille à Pasadena, où il meurt à 80 ans.

## Biographie

### Famille
Thaddeus Lowe est né le 20 août 1832 de Clovis et Alpha Green Lowe à Jefferson Mills dans le comté de Coös au New Hampshire. Son grand-père, Levi Lowe, avait combattu pendant la guerre d'indépendance des États-Unis, et son père était garçon tambour pendant la guerre anglo-américaine de 1812. Clovis et Alpha sont tous deux natifs du New Hampshire, descendants de Pères pèlerins du 17e siècle. Clovis est d'abord cordonnier mais devient plus tard marchand à Jefferson. Il s'essaie à la politique et est même élu à la législature de l'État à un moment donné. Sa politique et son opinion sont bien respectées dans l'État.

### Jeunesse
Les versions de la vie du jeune Thaddeus varient. Il serait le deuxième enfant d'une famille de cinq personnes et s'appelait Thaddeus Sobieski Constantine, plus que probablement inspiré du personnage de Thaddeus Constantine Sobieski (Tadeusz Kościuszko) du roman Thaddée de Varsovie (Thaddeus of Warsaw) de 1803 de l'auteure écossaise Jane Porter. Sa situation vers l'âge de dix ans est incertaine : soit sa mère est morte et Clovis a épousé Mary Randall, soit Lowe est envoyé dans une autre ferme avant que sa mère ne meurt et que son père se remarie. Il aurait apparemment dans une autre ferme appartenant aux Plaisted, mais on ne sait pas s'il y a vécu ou non. Clovis et Mary ont sept autres enfants, mais il y a une confusion chronologique qui peut indiquer qu'elle avait déjà des enfants lorsqu'elle a épousé Clovis.
Ce qui se retrouvent dans tous les récits de la jeunesse de Lowe est son appétit insatiable d'apprendre. Il n'a jamais assez de livres à lire et pose des questions qui dépassent son père ou ses professeurs. Il est également limité dans sa scolarité en raison du temps demandé pour les tâches agricoles qui ne lui laissent que les trois mois d'hiver pour aller à l'école de Jefferson Mills, à trois kilomètres de son domicile. L'école n'a pas de livres, mais, comme Abraham Lincoln, Lowe passe ses soirées devant la cheminée à lire des livres empruntés à la bibliothèque personnelle de son professeur.
À l'âge de 14 ans, Lowe quitte seul de la domicile familial et part d'abord à Portland dans le Maine, puis à Boston où il rejoint son frère aîné Joseph dans le commerce de découpe de chaussures. À 18 ans, Lowe tombe gravement malade et rentre chez lui. Alors qu'il est encore en convalescence, son jeune frère l'invite à assister à une conférence de chimie donnée par le professeur Reginald Dinkelhoff et mettant en vedette le phénomène des gaz plus légers que l'air, en particulier l'hydrogène. Lorsque Dinkelhoff demande un volontaire dans le public, Lowe, enthousiaste, s'élance sans hésiter. Dinkelhoff peut alors voir l'intérêt dans ses yeux et lui propose après la conférence de l'emmener sur la route avec lui comme assistant. Lowe accepte et, après deux ans, à la retraite du professeur, rachète le droit de ses conférences en utilisant l'appellation « Thaddeus Sobieski Coulincourt Lowe, professeur de chimie ».

#### Scientifique et aéronaute autodidacte

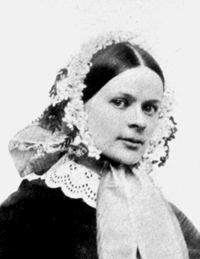
Léontine Augustine Gaschon Lowe, sa femme française.

L'activité de circuit de conférences s'avère suffisamment lucrative pour que Lowe acquiert l'éducation qui lui manquait tant dans son enfance. Il essaie d'étudier la médecine pour réaliser le souhait de sa grand-mère, mais l'ennui le redirige vers son premier intérêt, l'aviation avec l'utilisation de gaz plus légers que l'air. Les aérostiers américains utilisent du gaz produit à partir de coke pour gonfler des sacs en soie molle, par opposition aux montgolfières d'origine française qui sont en coton tissé sur des cadres rigides qui sont placés au-dessus d'un foyer pour utiliser la fumée produit (air chaud). À la fin des années 1850, Lowe devient un constructeur de ballons de premier plan et poursuit une activité lucrative en tant que forain, offrant des promenades en montgolfière aux passants et aux participants des fêtes foraines.
En 1855, lors d'une de ses conférences, il est présenté à une jolie comédienne parisienne nommée Léontine Augustine Gaschon et âgée de 19 ans. Son père est un garde du palais du roi Louis-Philippe Ier qui est réfugié politique aux États-Unis. Une semaine plus tard, le 14 février 1855, Lowe et Léontine se marient. Leur union produira dix enfants, sept filles et trois garçons. Lowe poursuit ses recherches scientifiques et rêve de posséder son propre ballon avec l'idée folle de faire un vol transatlantique en utilisant les vents violents qu'il a observés. Il se penche sur le livre A System of Aeronautics de John Wise (en), qui contient des instructions spécifiques pour la construction d'aérostats, comme pour la découpe, la couture, ou l'étanchéité.
En 1857, Lowe construit et pilote son premier ballon en vol captif dans une petite ferme à Hoboken au New Jersey. Son père se joint à l'entreprise de fabrication de ballons et devient lui-même un aéronaute accompli. En 1858, les Lowe construisent le grand ballon Enterprise et plusieurs autres.
Le 17 juin 1858, il réussit une ascension publique à Ottawa, après une tentative infructueuse le 24 mai. Au cours de cette ascension et d'une autre le 1er septembre, il apparaît sous le nom de « Monsieur Carlincourt ».
Lowe poursuit ses efforts scientifiques et sa passion pour effectuer un vol transatlantique via les vents de haute altitude connus plus tard sous le nom de courant-jet. En 1859, Lowe commence la construction d'un ballon gigantesque qui sera nommé City of New York. Pendant ce temps, il fait la promotion de la théorie du vol transatlantique auprès de nombreux financiers en Europe. Le câble transatlantique récemment posé est tombé en panne et les déplacements en mer sont extrêmement lents. Il rassemble des partisans de tous les coins des milieux d'affaires et scientifiques, en particulier le professeur Joseph Henry de la Smithsonian Institution qui écrit :
La Smithsonian Institution connaît depuis longtemps les travaux et les théories du professeur Lowe et nous avons trouvé ses déclarations scientifiquement fondées. C'est avec grand plaisir et satisfaction que nous accueillons la preuve de son génie. Nous suivrons avec intérêt l'issue de son plan.

#### Tentatives de vols transatlantiques

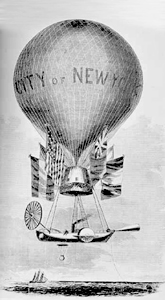
Le City of New York, ballon mammouth de Lowe, plus tard nommé Great Western, utilisé dans un vol transatlantique.

Le dernier ballon de Lowe, le City of New York, est un énorme ballon de 31,4 mètres de diamètres pour une capacité de levage de 11 tonnes (avec du gaz de coke, 20 tonnes avec de l'hydrogène). Il comprend une gondole recouverte de toile de 6 mètres de diamètre pouvant accueillir huit personnes et un canot de sauvetage suspendu nommé en l'honneur de sa femme Léontine. Il est préparé pour un vol d'essai qui doit partir de Reservoir Square à New York le 1er novembre 1859. Malheureusement, la compagnie de gaz locale n'est pas en mesure de fournir un approvisionnement suffisant. Une semaine plus tard, Lowe est invité à Philadelphie par le professeur John C. Cresson de l'institut des sciences Benjamin Franklin, qui est également président du conseil d'administration de Point Breeze Gas Works. Ils promettent un approvisionnement suffisant en gaz. Lowe stocke alors le ballon à Hoboken et attend le printemps pour faire le vol d'essai.
Avant le vol d'essai, le ballon est rebaptisé Great Western, sur les conseils du journaliste Horace Greeley, pour rivaliser avec le voyage inaugural du navire à vapeur Great Eastern au printemps 1860. Lowe effectue le vol avec succès le 28 juin 1860, de Philadelphie au New Jersey, mais lors de sa première tentative de lancement transatlantique le 7 septembre, le ballon du Great Western est éventré par un vent. Une deuxième tentative le 29 septembre est interrompue lorsque l'endroit réparé sur le ballon se bombe pendant le gonflage. Lowe a besoin de réviser le Great Western et d'attendre la fin du printemps suivant.
Un deuxième vol d'essai, à la suggestion du professeur Henry, est effectué depuis Cincinnati et doit le ramener sur la côte est. Pour ce vol, il utilise le ballon plus petit Enterprise. Son vol décolle le matin du 19 avril 1861, deux jours après que la Virginie ait fait sécession de l'Union. Les vents l'emportent contre sa volonté jusqu'à Unionville en Caroline du Sud, où il est assigné à résidence en tant qu'espion yankee. Après avoir établi son identité en tant qu'homme de science, il est autorisé à rentrer chez lui, où il reçoit un mot du secrétaire au Trésor Salmon P. Chase pour venir à Washington avec son ballon. La guerre de Sécession met définitivement fin à sa tentative de traverser l'Atlantique.

### Participation à la guerre de sécession (1861-1863)

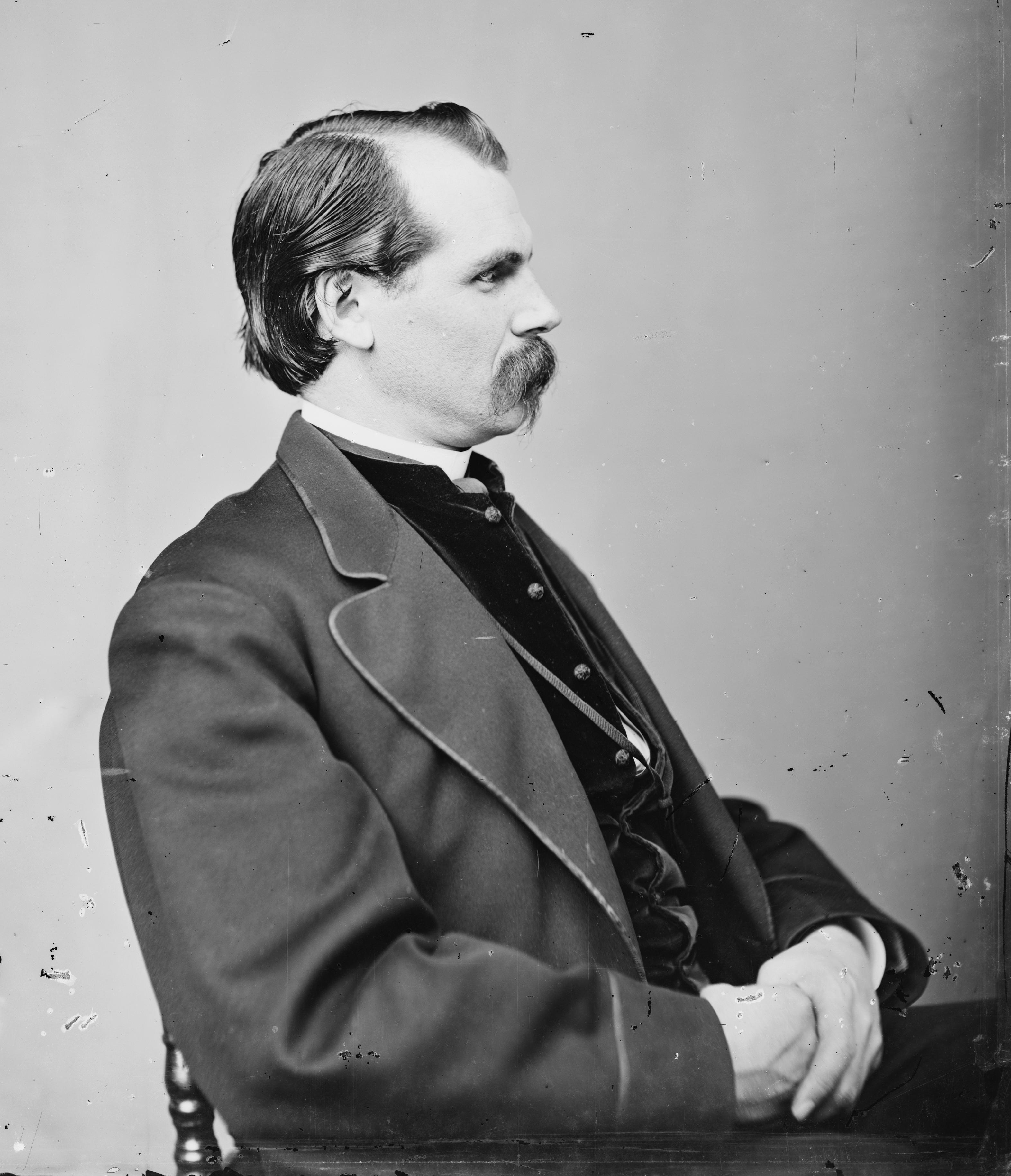
Thaddeus S. C. Lowe, vers 1865.

#### Aéronaute en chef
Le soir du 11 juillet 1861, Lowe rencontre le président Lincoln et propose d'effectuer une démonstration avec l'Enterprise et un télégraphe installé à une hauteur d'environ 150 mètres au-dessus de la Maison-Blanche. Le message télégraphique de Lowe dit alors :
« J'ai le plaisir de vous envoyer cette première dépêche jamais télégraphiée depuis une station aérienne... »
Lowe est en compétition pour le poste d'aéronaute en chef de l'armée avec trois autres scientifiques de premier plan, John Wise (en), John LaMountain (en), et les frères Ezra et James Allen. Wise et LaMountain sont d'anciens critiques de Lowe, mais n'ont pas réussi à obtenir l'affectation si facilement.
La première sortie de Lowe a lieu à la première bataille de Bull Run, avec le général Irvin McDowell et l'armée de Virginie du Nord-Est. Après une reconnaissance des positions confédérées, Lowe retourne sur ses propres lignes et se fait tirer dessus par des soldats de l'Union, qui ne le reconnaissent apparemment pas, ni son ballon. Cela l'oblige à atterrir derrière les lignes ennemies à la place. Il est heureusement retrouvé par des membres du 31e régiment d'infanterie de New York (en) avant que l'ennemi ne puisse le découvrir, mais après l'atterrissage, il se tord la cheville et ne peut les accompagner. Ils retournent à Fort Corcoran rendre compte de sa position. Finalement, sa femme Léontine, déguisée en vieille femme, vient à son secours avec une voiture à planches et des couvertures en toile et peut l'exfiltrer  en toute sécurité ainsi que son équipement.
La nouvelle de ses exploits arrive aux oreilles du président, qui charge le général Winfield Scott de voir à la formation d'un corps de ballons, avec Lowe comme aéronaute en chef. Il faut près de quatre mois avant que Lowe ne reçoive des commandes et des matériaux pour construire quatre (éventuellement sept) ballons équipés de générateurs mobiles d'hydrogène gazeux. Dans le même temps, il rassemble un groupe d'hommes qu'il instruit à la méthodologie de l'aérostation militaire. Le nouvellement formé Union Army Balloon Corps reste une organisation contractuelle civile, ne recevant jamais de commissions militaires, de peur que l'un des hommes ne soit capturé comme espion et exécuté sommairement.

#### Campagne de la Péninsule
Lowe retourne dans l'armée du Potomac maintenant commandée par le général George McClellan, avec son nouveau ballon militaire nommé Eagle, bien que ses générateurs ne soient pas prêts. Il effectue des ascensions sur Yorktown, après quoi les confédérés se retirent vers Richmond. Lowe utilise une barge à charbon convertie, le George Washington Parke Custis, sur laquelle il charge deux nouveaux ballons et deux nouveaux générateurs d'hydrogène gazeux, avec lesquels Lowe effectue les premières observations au-dessus de l'eau, faisant ainsi du George Washington Parke Custis le tout premier porte-avions. Dans le rapport officiel de Lowe au secrétaire à la Guerre, il déclare :
« J'ai le plaisir de rapporter le succès complet de la première expédition en ballon sur l'eau jamais tentée. »

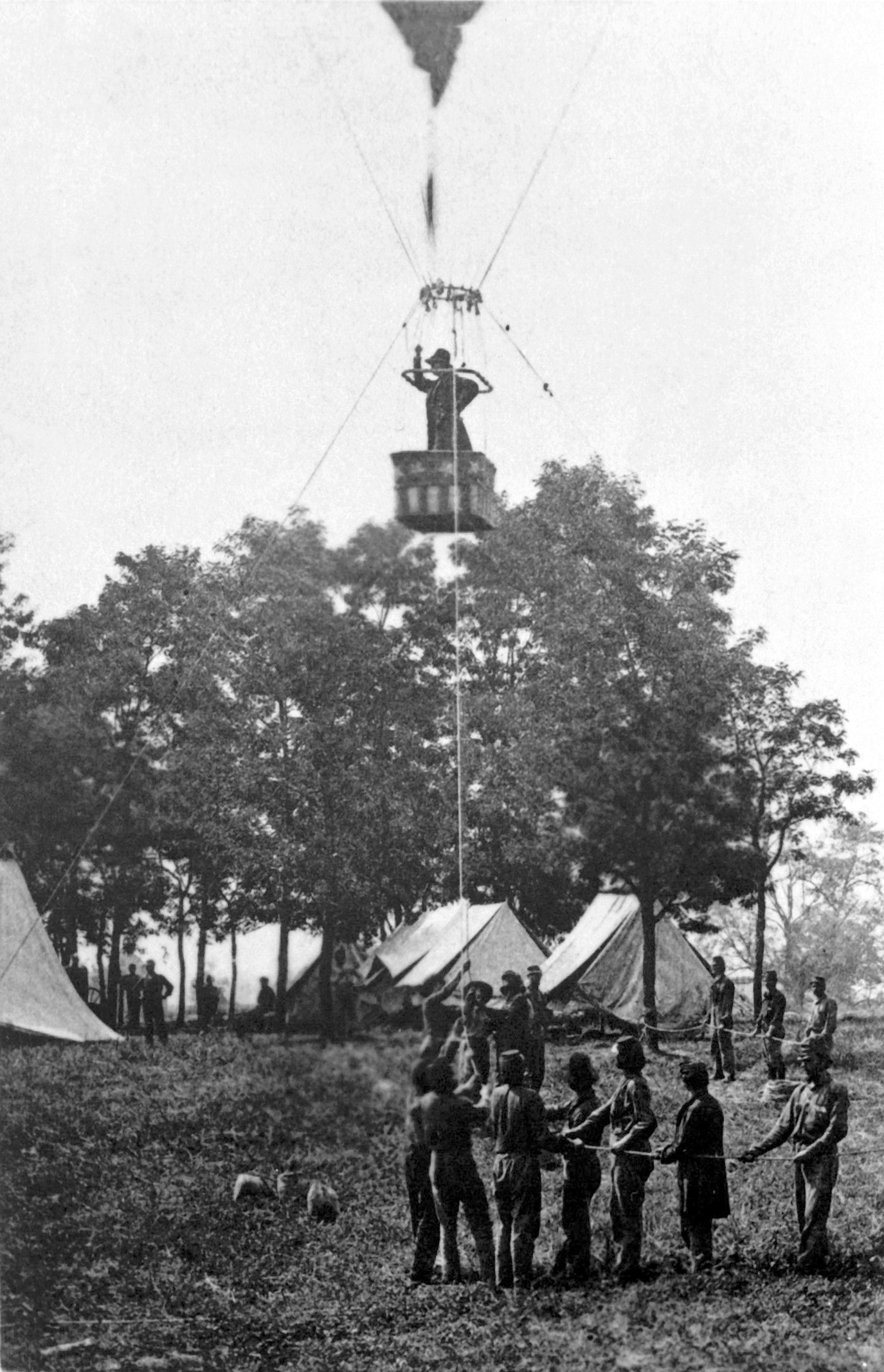
Le professeur Lowe monte dans lIntrepid pour observer la bataille de Fair Oaks.

Lowe sert ensuite dans la campagne de la Péninsule de 1862, faisant des observations sur Mechanicsville, et lors de la bataille de Fair Oaks. Cette bataille particulière marque un moment charnière où des rapports de renseignement contradictoires entre Lowe (dans les airs) et Pinkerton (reconnaissance au sol) donnent des comptes rendus très différents sur le nombre de troupes confédérées. On pense que si McClellan avait privilégié les renseignements de Lowe par rapport à ceux de Pinkerton, l'armée confédérée aurait pu recevoir un « coup de grâce ».

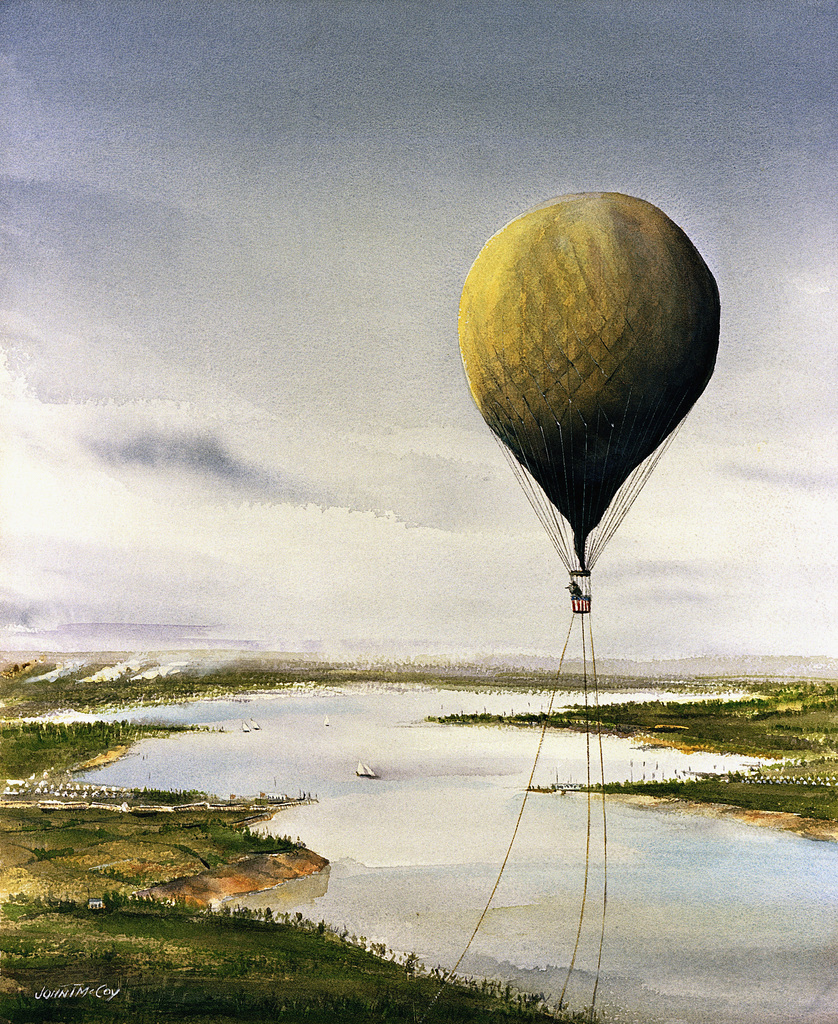
Le ballon de Lowe au-dessus de la York River en 1862. Peinture de John W. McCoy, National Archives and Records Administration.

L'ascension de Lowe dans l'Intrepid (en) au cours de la bataille de Fair Oaks, où il observe l'arrivée de l'armée confédérée et signale les mouvements de troupes en temps opportun, sauve l'armée isolée du général Samuel Peter Heintzelman. Bien qu'il ait utilisé les générateurs de gaz hydrogène (chaque camp de ballons se voit attribuer deux groupes électrogènes), le temps de gonflage est encore d'une heure au moins. Il transfère rapidement le gaz du Constitution dans l'Intrepid en découpant un trou dans le fond d'une bouilloire de camp et en connectant les ballons aux extrémités de la valve. Le processus prend quinze minutes, un gain de temps évalué plus tard à un « million de dollars la minute ».
Les tourbières boueuses autour de Fair Oaks et de la rivière Chickahominy donne lieu à de nombreuses maladies exotiques telles que la typhoïde et la malaria. Lowe contracte cette deuxième maladie et reste hors service pendant plus d'un mois. L'armée du Potomac reçoit l'ordre de se retirer sur Washington, et les wagons et mules de Lowe sont réquisitionnés pour la retraite et finalement renvoyés au quartier-maître. Lorsque Lowe retourne à Washington, il a du mal à accepte sa remise en service. Finalement, il est appelé à Sharpsburg et Fredericksburg, où ses services sont utilisés.

#### Fin du Balloon Corps
Le Balloon Corps est réaffecté au corps du génie. Lowe était payé comme colonel (10 dollars d'or par jour), mais en mars 1863, le capitaine Cyrus Ballou Comstock est nommé responsable de la division aérienne nouvellement réaffectée et réduit son salaire à 6 dollars en espèces (3 dollars d'or). Dans le même temps, une évaluation du Congrès est en cours sur la division aérienne et un rapport désobligeant d'un tiers, que Lowe réfute dans une longue réponse, font décider aux commandants de l'Union de mettre en pause l'utilisation ultérieure des ballons. De plus, les nominations par Lowe de personnel indépendant des officiers du génie ont tendu ses relations avec l'armée. Lowe présente sa démission en mai 1863 et les frères Allen prennent en charge le Balloon Corps, mais en août, l'unité est dissoute.

### Retour au secteur privé
Lowe cherche à se remettre des effets de la malaria et de la fatigue de la guerre. Lui et Léontine retournent à Jefferson au New Hampshire, où il passe du temps avec sa famille. Il retourne un mois à Washington à l'automne 1863 pour terminer son rapport de guerre au secrétaire, puis rentre chez lui pour acheter une ferme près de Valley Forge, où la vie agricole lui permet de se remettre.
Alors que les techniques avancées de reconnaissance aérienne développées par Lowe deviennent influentes dans le monde, la Grande-Bretagne, la France et le Brésil lui offrent le poste de major-général s'il organise pour eux un corps de ballons. Mais étant lassé de la guerre, il décline ces offres, mais leur envoie un ballon avec du matériel comprenant des générateurs portables. Il consulte leurs experts militaires et recrute ses meilleurs aéronautes, les frères Allen, pour les assister. James et Ezra Allen formé le corps de ballons brésiliens en utilisant deux des ballons de Lowe, un de 12,2 m pour transporter 6 à 8 personnes et un autre de 8,5 m de diamètre pour transporter 2 personnes:68
Pendant la guerre, Lowe avait rencontré le comte Ferdinand von Zeppelin, qui était à l'époque observateur militaire de la guerre. Le général McClellan avait interdit toutes les promenades en montgolfière, alors Lowe envoya von Zeppelin à Poolesville pour rendre visite à son assistant aéronaute allemand John Steiner, qui pouvait le divertir dans sa propre langue. Von Zeppelin revient dans les années 1870 pour interroger Lowe sur toutes ses techniques aéronautiques. Le comte conçu plus tard le ballon dirigeable qui porte son nom.
Lowe s'installe ensuite à Norristown en Pennsylvanie où il poursuit ses recherches scientifiques avec l'hydrogène gazeux, améliorant et brevetant le procédé de gaz à l'eau par lequel de grands volumes de combustible volatil peuvent être fabriqués en faisant passer de la vapeur sur du charbon chaud. L'industrie révolutionne le chauffage et l'éclairage des maisons le long de la côte est. Il détient plusieurs brevets sur des machines de fabrication de glace, dont sa « machine à glace à compression » perfectionnée qui allait révolutionner l'industrie de l'entreposage frigorifique. Il découvre également que le gaz brûlant à travers un manchon à incandescence de platine produit une illumination brillante (comme trouvé plus tard dans la lanterne Coleman (en)).
Il achète un vieux bateau à vapeur dans lequel il installe ses unités de réfrigération et commence à expédier des fruits frais de New York à Galveston au Texas, et du bœuf frais en retour. C'est une première historique où les gens peuvent manger du bœuf frais qui n'a pas été emballé dans des sels de conservation. Son entreprise de navigation à vapeur échoue cependant en raison de son manque de connaissances de la navigation, mais l'industrie est reprise par plusieurs autres pays.
Lowe fabrique également des produits fonctionnant à l'hydrogène gazeux. Avec ceux-ci et ses nombreux brevets, il amasse une fortune. Pour ses réalisations, il reçoit la très convoitée médaille Elliott Cresson pour l'invention jugée la plus utile à l'humanité.

#### Procédé de gaz de Lowe
En 1873, Lowe développe et brevète le procédé de gaz à l'eau de Lowe qui est une modification du procédé de gaz à l'eau par lequel de grandes quantités de gaz enrichi en hydrogène peuvent être générées pour une utilisation résidentielle et commerciale pour le chauffage et l'éclairage. Contrairement au gaz de houille plus commun, ou au gaz de coke utilisé dans le service municipal, ce gaz fournit un combustible de chauffage plus efficace qui convient également à l'éclairage. La réaction de base du gaz de l'eau est :
C + H2O → CO + H2
Le procédé Lowe est un procédé de gaz à l'eau modifié en trois étapes dans lequel le gaz à l'eau « bleu » est modifié par l'ajout d'huiles pyrolysées pour rendre une flamme jaune utilisable pour l'éclairage domestique ainsi que pour le chauffage. Le gaz à l'eau bleu est un terme utilisé pour le gaz à l'eau produit à partir de combustibles à combustion propre tels que l'anthracite, le coke et le charbon de bois et produit une flamme bleue.
Le processus Lowe est exécuté dans une série de trois chambres, le générateur, le carburateur et le surchauffeur. Le souffle d'air d'origine est utilisé pour produire du gaz d'air dans le générateur. La chaleur de la combustion primaire chauffe suffisamment le charbon, tandis que le gaz de l'air est brûlé par un second souffle d'air dans les deux autres chambres dans lesquelles l'huile de carburation est décomposée. Ces chambres contiennent une quantité de briques réfractaires en vrac appelées « travail en damier », et le gaz de l'air y est brûlé pendant la durée du souffle d'air sur le producteur principal. Lorsque le charbon et le damier sont suffisamment chauds, le jet d'air est arrêté et le jet de vapeur est activé. La chaleur emmagasinée dans le damier pyrolyse le mélange d'eau, de gaz et d'huile, qui est conduit à travers les chambres tandis que le jet de vapeur est sur les producteurs,,. Le procédé Lowe est endothermique et refroidit le travail du générateur et du vérificateur, de sorte que le procédé doit alterner entre le soufflage d'air pour le chauffage et le soufflage de vapeur pour la production de gaz.
Le processus stimule l'industrie de la fabrication de gaz et des usines de gazéification sont établies rapidement le long de la côte est des États-Unis. Des procédés similaires, comme le procédé Haber, conduisent à la fabrication d'ammoniac (NH3) par la combinaison d'azote, présent dans l'air, avec de grands volumes d'hydrogène. Cela stimule l'industrie de la réfrigération qui a longtemps utilisé l'ammoniac comme réfrigérant. Le professeur Lowe détient également plusieurs brevets sur des machines de fabrication de glace artificielle et peut diriger avec succès des entreprises d'entreposage frigorifique ainsi que des produits fonctionnant à l'hydrogène gazeux.

### Retraite à Pasadena en Californie
En 1887, Lowe s'installe à Los Angeles et en 1890 à Pasadena, où il fait construit un manoir de 2 230 m2. Il ouvre une entreprise de gaz à l'eau, fonde la Citizen's Bank de Los Angeles, établit plusieurs fabriques de glace et achète un opéra à Pasadena

#### Mount Lowe Railway

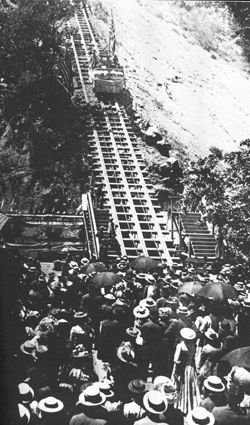
Le le jour de l'ouverture, le 4 juillet 1893. Le groupe qui monte en premier joue Nearer My God to Thee.

Les premiers habitant de Pasadena ont toujours rêvé d'un chemin de fer de montagne panoramique allant jusqu'à la crête des monts San Gabriel. David J. Macpherson (en), un ingénieur civil diplômé de l'université Cornell, a les plans généraux d'un tel chemin de fer. Il est présenté au professeur Lowe avec l'idée de joindre les plans de Macpherson et l'argent de Lowe en une seule entreprise.
En 1891, Lowe et Macpherson fonde le Pasadena & Mount Wilson Railroad (plus tard appelé Mount Lowe Railway (en)). Incapables d'obtenir tous les droits de passage vers le mont Wilson, les deux hommes redirigent leur chemin de fer vers Oak Mountain (en) via Echo Mountain (en). La différence entre ce chemin de fer de montagne et tout autre chemin de fer de montagne panoramique de ce type est qu'il s'agit d'un tramway à traction entièrement électrique, le seul de son genre à avoir jamais existé. Oak Mountain est ensuite renommée mont Lowe (en), et pour rendre ce nom officiel, Andrew McNally (en), le cofondateur de la société d'impression de cartes géographiques Rand McNally (en), qui avait déménagé à Altadena, fait imprimer le nom Mont Lowe sur toutes ses cartes.
Lowe ouvre la première section du chemin de fer le 4 juillet 1893, de l'intersection de Lake et Calaveras à Altadena au pavillon Rubio dans Rubio Canyon, puis transféré à un funiculaire raide de 850 m de long jusqu'à Echo Mountain. Au sommet se trouve un chalet de 40 pièces. En 1894, il ajoute un hôtel de 80 chambres, l'Echo Mountain House, et un observatoire. En 1896, la division supérieure est terminée dans le Grand Canyon à Ye Alpine Tavern. Au total, il y a environ 11 km de voie ferrée. Lowe perd l'entreprise qui est mise sous séquestre en 1899, ce qui le laisse sans le sou. Le Mount Lowe Railway est intégré dans la nouvelle Pacific Electric Railway de Henry Edwards Huntington en 1902.
La seule partie de la propriété ferroviaire qui reste à Lowe est l'observatoire d'Echo Mountain qui se vante de disposer d'un télescope réfléchissant de 4 m à partir duquel de nombreuses découvertes astronomiques sont faites. Il est renversé par un coup de vent en 1928. Le chemin de fer est endommagé petit à petit par l'incendie d'Echo Mountain House, un incendie de cuisine le 4 février 1900, par un feu de brousse dû au vent sur Echo Mountain en 1905, qui détruit tout sauf l'observatoire et la cabine de l'astronome, par une crue éclair du Rubio Canyon en 1909 qui détruit le pavillon, et par un incendie électrique qui rase la taverne en 1936. La ligne est abandonnée après l'inondation de Los Angeles de 1938 (en).

### Mort et postérité
Lowe meurt au domicile de sa fille à Pasadena le 16 janvier 1913 à l'âge de 80 ans, après quelques années de mauvaise santé. Lowe est enterré au cimetière de Mountain View (en) à Altadena. Sa femme Léontine meurt un an plus tard et est enterrée à ses côtés. Sont également enterrés près du monument Lowe ses deux fils, Leon et Sobieski, et d'autres membres de la famille. De nombreux membres de la famille sont retournés sur la côte Est. Un monument à proximité est érigé séparément pour son fils Thaddeus et sa femme. La petite-fille de Thaddeus Lowe, Pancho Lowe Barnes, est aussi une pionnière de l'aviation.
Le Mount Lowe Railway est inscrit au Registre national des lieux historiques le 6 janvier 1993. La montagne elle-même porte toujours son nom. Lowe est membre du Temple de la renommée du renseignement militaire (en). L'héliport militaire Lowe (en) à Fort Rucker en Alabama est nommé en son honneur.
Sa maison à Norristown en Pennsylvanie, au 823 W. Main Street, existe toujours.
Lowe est présenté sur un marqueur historique du New Hampshire (en) (numéro 19) le long de la U.S. Route 2 à Jefferson.

## Thaddeus Lowe dans la culture populaire
Lowe est interprété par Stuart Whitman dans le film High Flying Spy en 1972, produit par Walt Disney Productions.
L'histoire du corps de ballons de Lowe a fait l'objet d'un épisode de Drunk History, avec Greg Kinnear dans le rôle de Lowe et Stephen Merchant dans celui du président Lincoln.
La mini-série télévisée sur la guerre de sécession, Les Bleus et les Gris, a une scène montrant Thaddeus Lowe testant son ballon d'observation lors de la campagne de la Péninsule de 1862. Lowe est joué par l'acteur James Carroll Jordan.